# Verbandsgemeinde Herxheim
La comunità amministrativa di Herxheim (Verbandsgemeinde Herxheim) si trova nel circondario della Weinstraße Meridionale nella Renania-Palatinato, in Germania.

## Comuni
Fanno parte della comunità amministrativa i seguenti comuni:
| Comune, città             | Sup. (km²) | Abitanti |
| ------------------------- | ---------- | -------- |
| Herxheim bei Landau/Pfalz | 29,13      | 10 732   |
| Herxheimweyher            | 3,57       | 535      |
| Insheim                   | 8,00       | 2 166    |
| Rohrbach                  | 9,25       | 1 778    |
| Verbandsgemeinde Herxheim | 49,95      | 15 211   |

(Abitanti al 31 dicembre 2021)